# حاميون

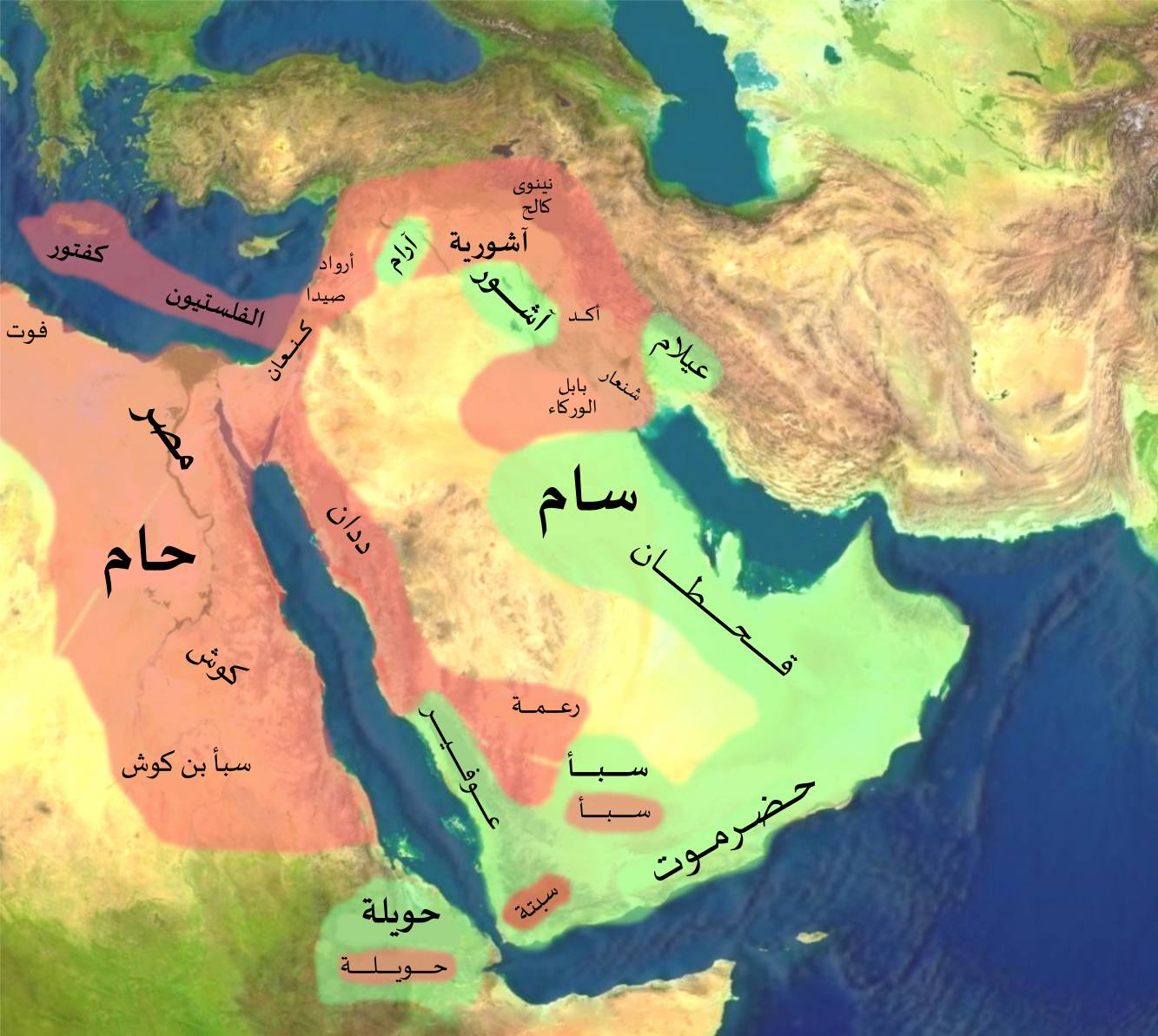
توزيع جغرافي لأبناء نوح من وجهة نظر توراتية

استُخدمت تسمية الحاميون في السابق للإشارة إلى شعوب شمال إفريقيا والقرن الإفريقي في سياق نموذج بائد يقسم البشرية إلى أعراق مختلفة، طوره الأوروبيون لتعزيز الاستعمار والعبودية. أُخذ المصطلح من سفر التكوين، وأشار فيه إلى أحفاد حام، ابن نوح.
استُخدم المصطلح في مقابل تسميتين أُخريين مأخوذتين من قصة نوح: الساميون واليافثيون. طُبقت تسمية الحامية على الفروع الأمازيغية والكوشية والمصرية من عائلة اللغات الإفريقية الآسيوية التي سُميت سابقًا مع الفرع السامي «لغات حامية سامية». نظرًا إلى عدم إثبات أن الفروع الحامية الثلاثة تشكل وحدة لغوية تطورية مترابطة، منفصلة عن اللغات الإفريقية الآسيوية الأخرى، لم يعد اللغويون يستخدمون المصطلح لهذا المعنى. يُنظر إلى كل من هذه الفروع الآن على أنها مجموعة فرعية مستقلة من عائلة اللغات الإفريقية الآسيوية الأكبر.
بدءًا من أواخر القرن التاسع عشر، صنف العلماء عمومًا العرق الحامي على أنه مجموعة فرعية من العرق القوقازي، إلى جانب العرق الآري والعرق السامي، أي أنه يجمع السكان غير الساميين من الشعوب الأصلية في شمال إفريقيا والقرن الإفريقي، بما في ذلك المصريين القدماء. وفقًا للنظرية الحامية، كان هذا «العرق الحامي» متفوقًا أو أكثر تقدمًا من «الزنجانيين» في إفريقيا جنوب الصحراء الكبرى. في أكثر أشكالها تطرفًا، في كتابات تشارلز غابرييل سيلغمان، أكدت هذه النظرية أن جميع الإنجازات المهمة تقريبًا في التاريخ الإفريقي كانت من صنع «الحاميين».
منذ ستينيات القرن العشرين، أصبحت الفرضية الحامية والنظرية الحامية، إلى جانب نظريات أخرى في «علم العرق»، منقوضة في العلوم.

## تاريخ المفهوم

### «لعنة حام»
يشير مصطلح الحامية في الأصل إلى الشعوب التي اعتُقد أنها تنحدر من حام، أحد أبناء نوح تبعًا للكتاب المقدس. وفقًا لسفر التكوين، بعد أن سَكر نوح وأهان حام والده، لعن نوح عندما استيقظ أصغر أبناء حام، كنعان، مشيرًا إلى أن نسله سيكون «عبد العبيد». أبناء حام الأربعة هم كنعان جدّ الكنعانيين، ومصرايم جدّ المصريين، وكوش جدّ الكوشيين، وفوت جدّ شعب ليبو.
خلال العصور الوسطى، عدّ اليهود والمسيحيون حام سلف الأفارقة كلهم. بدأ بعض علماء الدين في تفسير لعنة نوح على كنعان التي وردت في سفر التكوين على أنها سبب الخصائص العرقية المرئية في ذرية حام، وخاصة البشرة السوداء. في مقطع غير مرتبط بلعنة كنعان، يقول التلمود البابلي في القرن السادس إن حام وذريته لُعنوا فأصبحت بشرتهم سوداء، وهو ما فسره العلماء المعاصرون على أنه أسطورة سببية للون البشرة. لاحقًا، استخدم التجار ومالكو العبيد الغربيون والإسلاميون مفهوم «لعنة حام» لتبرير استعباد الأفارقة.
حدث تغيير كبير في وجهات النظر الغربية تجاه الأفارقة عندما لفت غزو نابليون لمصر عام 1798 الانتباه إلى الإنجازات الرائعة التي حققتها مصر القديمة، والتي لا تتوافق إطلاقًا مع كون الأفارقة أدنى أو ملعونين. أكد بعض علماء اللاهوت في القرن التاسع عشر أن نوح التوراتي قصر لعنته على نسل كنعان، أصغر أبناء حام، ولم يكن مصرايم، جد المصريين، ملعونًا.

### تشكيل «العرق الحامي»
بعد عصر التنوير، لم يعد كثير من الباحثين الغربيين مقتنعين بالرواية التوراتية لأصل البشر، وبدؤوا في تطوير نظريات مستقلة عن الإيمان. طورت هذه النظريات في سياق تاريخي كانت فيه معظم الدول الغربية مستفيدة من استعباد الأفارقة. في هذه الظروف، يبدو أن كثيرًا من الأعمال المنشورة عن مصر بعد حملة نابليون «كان هدفها الرئيسي محاولة إثبات أن المصريين لم يكونوا زنوجًا»، وبالتالي فصل الحضارة الرفيعة في مصر القديمة عن ما عدّوه عرقًا أدنى. وضع مؤلفون مثل وليم جورج براون، الذي نُشر كتابه رحلات في إفريقيا ومصر وسوريا في عام 1799، «بذور الأسطورة الحامية الجديدة التي ستظهر في المستقبل القريب جدًا»، التي أصرت على أن المصريين كانوا من البيض.
في منتصف القرن التاسع عشر، اكتسب مصطلح الحامية معنى أنثروبولوجيًا جديدًا، إذ أكد العلماء أنهم قادرون على تمييز «عرق حامي» مختلف عن الشعوب «الزنجانية» في إفريقيا جنوب الصحراء الكبرى. صاغ ريتشارد لبسيوس تسمية الحامية للإشارة إلى اللغات التي يُنظر إليها الآن على أنها تنتمي إلى الفروع الأمازيغية والكوشية والمصرية من عائلة اللغات الإفريقية الآسيوية.
«ربما لأن العبودية كانت قانونية ومربحة في الولايات المتحدة... نشأت مدرسة أمريكية في علم الأنثروبولوجيا حاولت إثبات أن المصريين قوقازيون، بعيدون عن الزنوج، من خلال قياس الجمجمة الذي أجري على آلاف الجماجم البشرية، زعم صمويل جورج مورتون أن الاختلافات بين الجنسين كبيرة جدًا ولا يمكن أن تأتي من سلف مشترك واحد، بل إنها متسقة مع أصول عرقية منفصلة. في كتابه كرانيا ايجيبتياكا (1844)، حلل مورتون أكثر من مئة جمجمة سليمة جُمعت من وادي النيل، وخلص إلى أن المصريين القدماء أشبه عرقيًا بالأوروبيين. ستؤسس استنتاجاته الأساس للمدرسة الأمريكية في علم الأنثروبولوجيا، وستؤثر أيضًا على أنصار تعدد الأصول.

### تطور الفرضية الحامية
في كتابه المؤثر العرق المتوسطي (1901)، زعم عالم الأنثروبولوجيا جيوسيب سيرجي أن العرق المتوسطي نشأ على الأرجح من سلالة أسلاف مشتركة تطورت في منطقة الصحراء الكبرى في إفريقيا، وانتشر لاحقًا واستوطن شمال إفريقيا والقرن الإفريقي ومنطقة البحر الأبيض المتوسط. ووفقًا لسيرجي، فإن الحاميين يشكلون صنفًا متوسطيًا، قريبًا من مهد السلالة. وأضاف أن العرق المتوسطي «في سماته الخارجية صنف بشري بني، ليس أبيض ولا زنجيًا، ولكنه نقي في عناصره، أي أنه ليس ناتجًا من مزيج من البيض والزنوج أو الشعوب الزنجانية». شرح سيرجي هذا التصنيف بأنه مستوحى من فهم «مورفولوجيا الجمجمة باعتبارها تكشف عن تلك السمات الجسدية الداخلية للسلالات البشرية التي تظل ثابتة عبر العصور الطويلة وفي أماكن بعيدة … وكما يستطيع عالم الحيوان التعرف على نوع أو صنف حيواني ينتمي إلى منطقة من العالم أو فترة زمنية، فإن عالم الأنثروبولوجيا يمكن أن يفعل ذلك أيضًا إذا اتبع الطريقة ذاتها في التحقيق في السمات المورفولوجية للجمجمة … وجهتني هذه الطريقة في تحقيقاتي في المشكلة الحالية وأعطتني نتائج غير متوقعة غالبًا ما أُثبتت لاحقًا من خلال علم الآثار أو التاريخ».

وصلت الفرضية الحامية إلى ذروتها في عمل تشارلز غابرييل سيلغمان، الذي قال في كتابه «أعراق إفريقيا» (1930):
«بصرف النظر عن التأثير السامي المتأخر نسبيًا... فإن حضارات إفريقيا هي حضارات الحاميين، وتاريخها هو سجل هذه الشعوب وتفاعلها مع السلالتين الإفريقيتين الأخريين، الزنوج والبوشمن، سواء كان هذا تأثير المصريين المتحضرين أو الرعاة الأوسع نطاقًا الذين يمثلهم في الوقت الحاضر البجا والصوماليون... كان الحاميون القادمون من القوقازيين الرعاة -الذين وصلوا موجة تلوَ موجة- أفضل تسليحًا وأكثر فطنة من الزنوج الزراعيين ذوي البشرة الداكنة».
أكد سيلغمان أن العرق الزنجي كان ثابتًا وزراعيًا في الأصل، وأن «الحاميين الرعاة» المتجولين أدخلوا معظم السمات المتقدمة الموجودة في ثقافات وسط إفريقيا، بما في ذلك العمل بالمعادن والري والهياكل الاجتماعية المعقدة. وعلى الرغم من الانتقادات، أبقى سيلغمان أطروحته دون تغيير في الطبعات الجديدة من كتابه حتى ستينيات القرن العشرين.

## السلالات الحامية
من سلالة حام:
- كوش وهو أبو البجا والكوشيين.
- مصرايم وهو أبو المصريين.
- كنعان وهو أبو كل من الحوريين والجرجاشيين.
- فوت وهو أبو الأمازيغ.